# 松井庄五郎

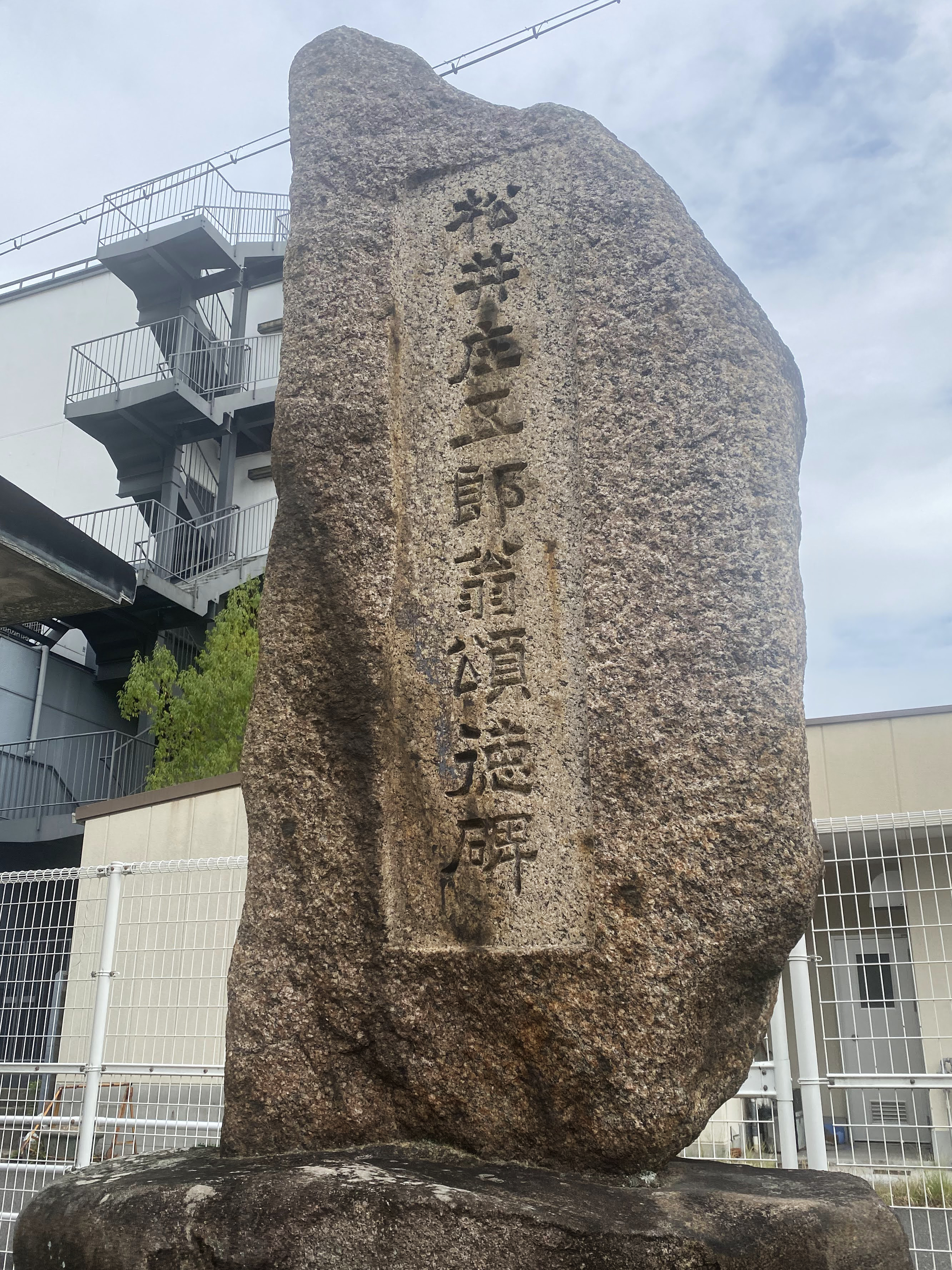
松井庄五郎翁頌徳碑

松井 庄五郎（まつい しょうごろう、旧姓・亀井、1870年1月（明治2年12月） - 1931年（昭和6年）11月29日）は、日本の獣医師、実業家、融和運動家。大和同志会会長。親族には陸軍少将の松井源之助がいる。

## 来歴
奈良市西之阪の精肉商を営む家に生まれる。哲学館に学ぶ。1902年（明治35年）、東京帝国大学農科大学卒業。獣医となる傍ら、車挽業などの経営でも蓄財し、士族籍を買得して改姓した。1931年（昭和6年）11月29日、死去。
松井について『帝国信用録 第32版 昭和14年』には「職業は質・煙草・自動車・人力、店舗又は住所は奈良西之阪、開業年月は大正6年」とある。

## 人物

### 大和同志会の設立

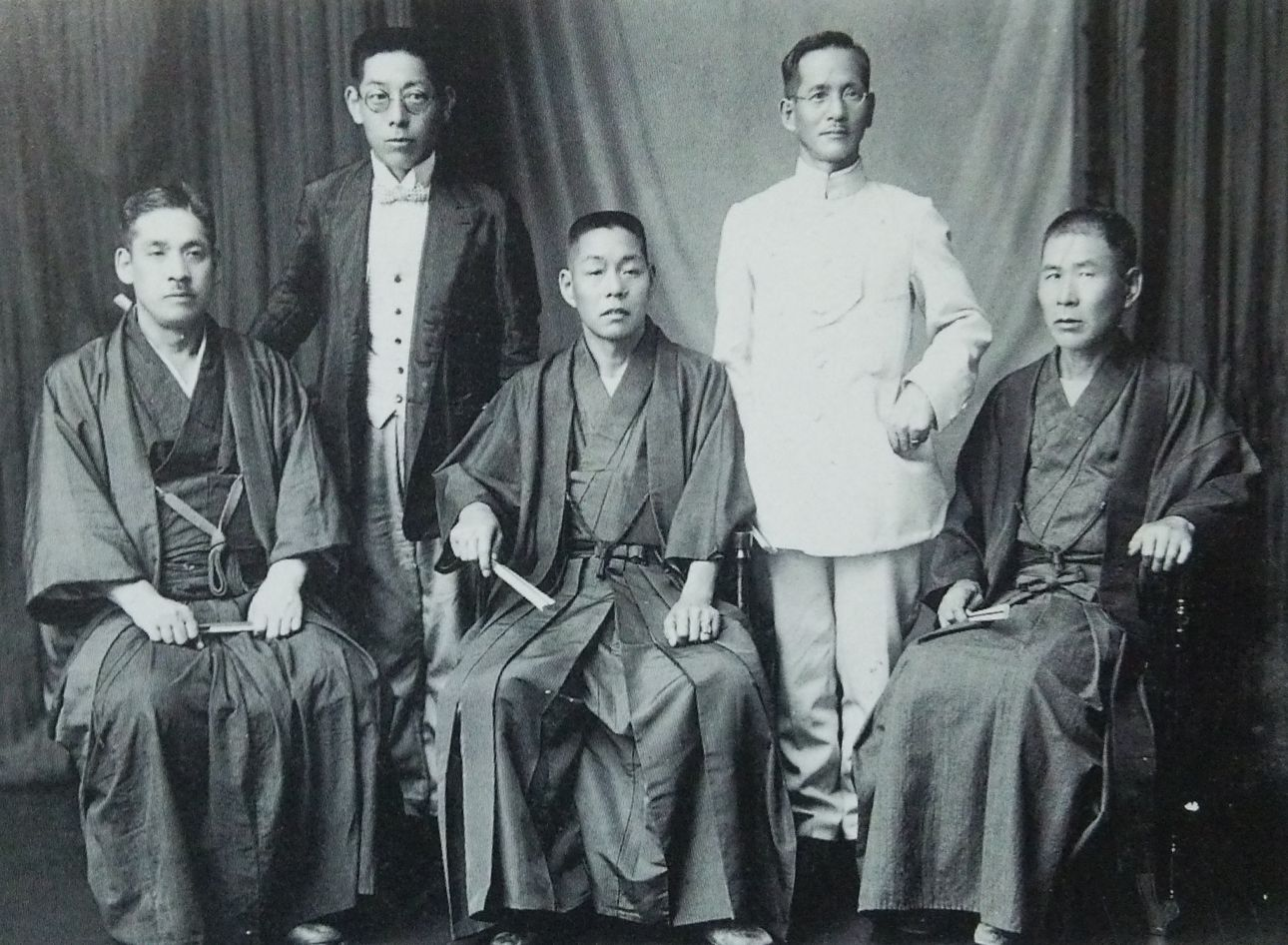
大和同志会幹部。左より、松井庄五郎、吉川吉次郎、東清吉、藤井彦五郎、坂本清俊

1912年（大正元年）、大和同志会を結成し、松井は初代会長に選ばれる。機関誌『明治之光』を発刊し、部落差別事件の糾弾、融和運動を行う。
松井はこれを全国規模の運動に拡大しようと考え、最初、山口県の有志らと会合を開く。しかし、山口県側で種々意見の相違があり頓挫するが、1914年（大正3年）6月7日、板垣退助、大江卓らの協賛を得て、日本初となる全国規模の融和団体「帝国公道会」が結成された。

### 頌徳碑
松井庄五郎頌徳碑は、松井が生誕した奈良県奈良市西之阪の地にある。
石碑の建立日である「3月14日」は、明治天皇が『五箇条の御誓文』を皇祖皇宗の神々にお誓いあらせられ、さらに全国民に対して『億兆安撫国威宣揚の御宸翰』を下された日である。

## 補註
1. 1 2  『帝国信用録 第32版』奈良県ホ、マ之部14頁（国立国会図書館デジタルコレクション）。2020年9月2日閲覧。
2. 1 2 3  松井庄五郎頌徳碑ならじんけんまっぷI 奈良の歴史に光感じて。2022年3月27日閲覧。
3. 1 2 3 4 5 6 7 8  松井 庄五郎とはコトバンク。2020年9月2日閲覧。
4. ↑  『大和同志会と山口県の部落差別撤廃運動』北川健著
5. ↑  松井庄五郎頌徳碑、大阪同和・人権問題企業連絡会公式サイト。
6. ↑  “『板垣精神 : 明治維新百五十年・板垣退助先生薨去百回忌記念』”.  一般社団法人板垣退助先生顕彰会 (2019年2月11日). 2023年9月20日閲覧。